# Novo Szelo (Demir Hiszar)
Novo Szelo (macedónul: Ново Село) település Észak-Macedóniában, a Pelagonijai körzet Demir Hiszar-i járásában.

## Népesség
| Lakosok száma | 251  | 274  | 239  | 169  | 120  | 62   | 50   | 35   | 29   |
|               | 1948 | 1953 | 1961 | 1971 | 1981 | 1991 | 1994 | 2002 | 2021 |

2002-ben 35 lakosa volt, akik mindannyian macedónok.